# Tanoura

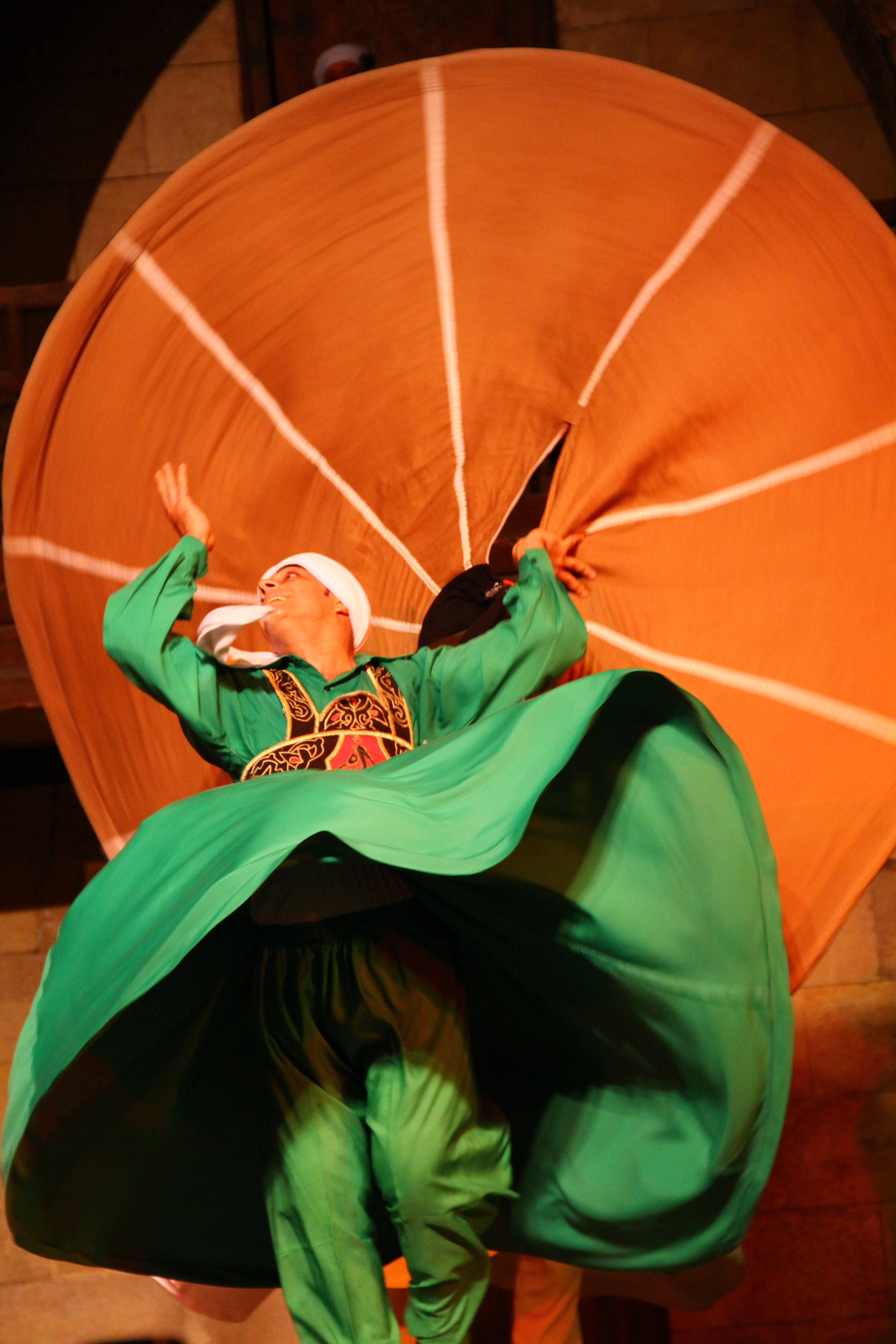
Danseur de tanoura de la troupe Al-Tannoura Egyptian Heritage Dance

La tanoura (en arabe : تنورة) est la danse traditionnelle égyptienne. Elle tire son nom de la jupe colorée que porte le danseur.

## Présentation
La tanoura s'apparente à la samā‘ des derviches tourneurs de l'ordre mevlevi, exécutée par des hommes en jupe, dans un mouvement giratoire. Mais les deux danses diffèrent, et dans la forme et dans l'esprit.
Dans la forme, plusieurs points distinguent l'une et l'autre danse. Si la samā‘ s'exécute généralement à plusieurs danseurs, la tanoura est très souvent dansée par un seul homme. Le front ceint d'un ou plusieurs foulards, des jupes colorées et même illuminées, le distinguent du port traditionnel du sikke et de la jupe blanche maculée des derviches mevlevi. Les jupes colorées servent à l'origine à distinguer les différentes confréries égyptiennes, ainsi que leur approche à la religiosité. Elles peuvent atteindre un poids d'une dizaine de kilos. Dans les deux danses le danseur tourne autour du pied gauche, dans le sens anti-horaire. Le danseur de tanoura dispose d'accessoires - tambourins, parasols - avec lesquels il exécute différentes figures.
Dans l'esprit, la tanoura est d'abord une danse festive, exécutée en Égypte lors de shows, concerts, festivals, ou à l'occasion de mariages. Elle ne revêt pas la quête mystique de la samā‘. C'est un art qui se transmet de père en fils.

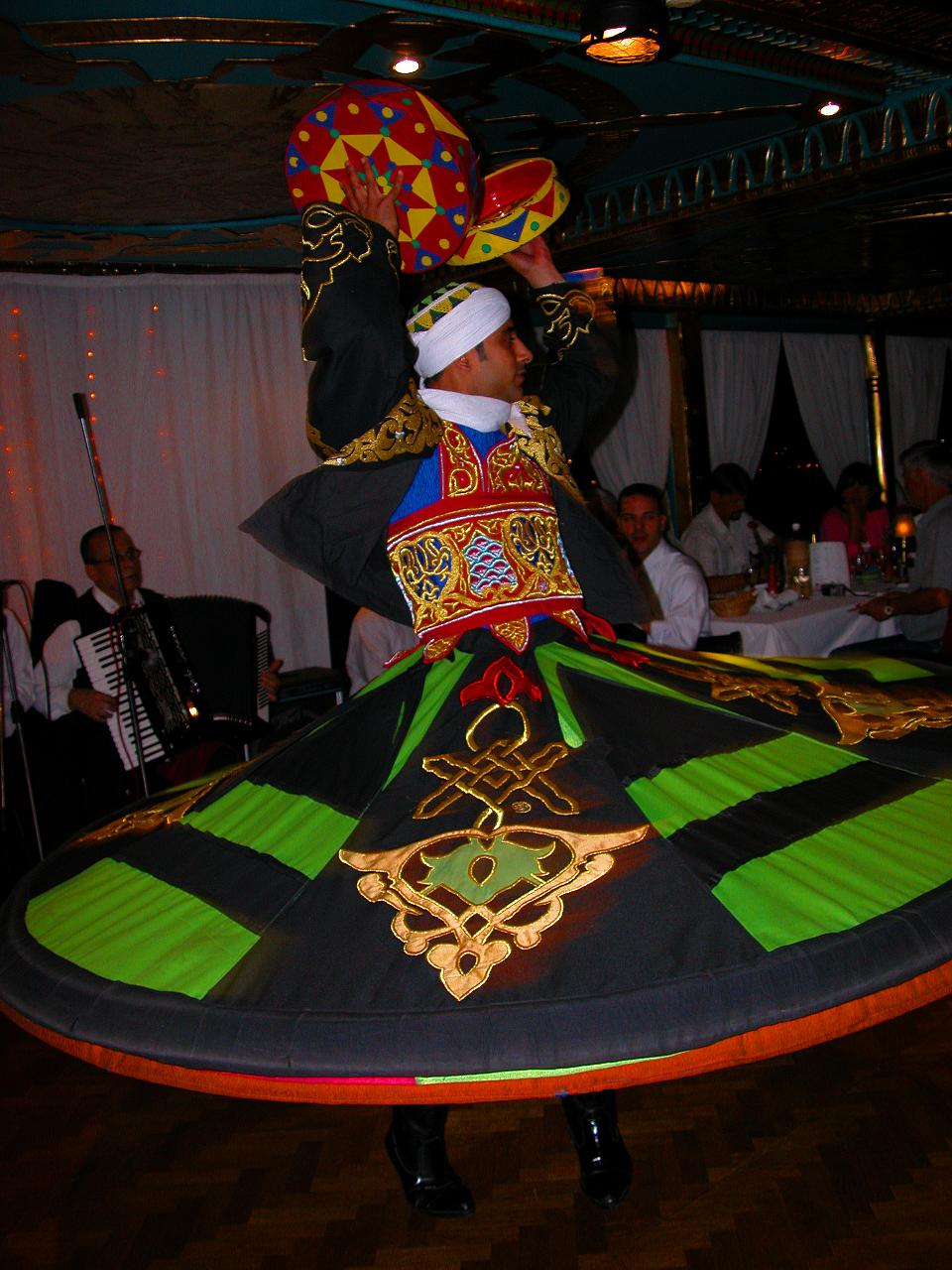
Le danseur tournoie en présentant des figures, à l'aide de tambourins ou d'autres accessoires
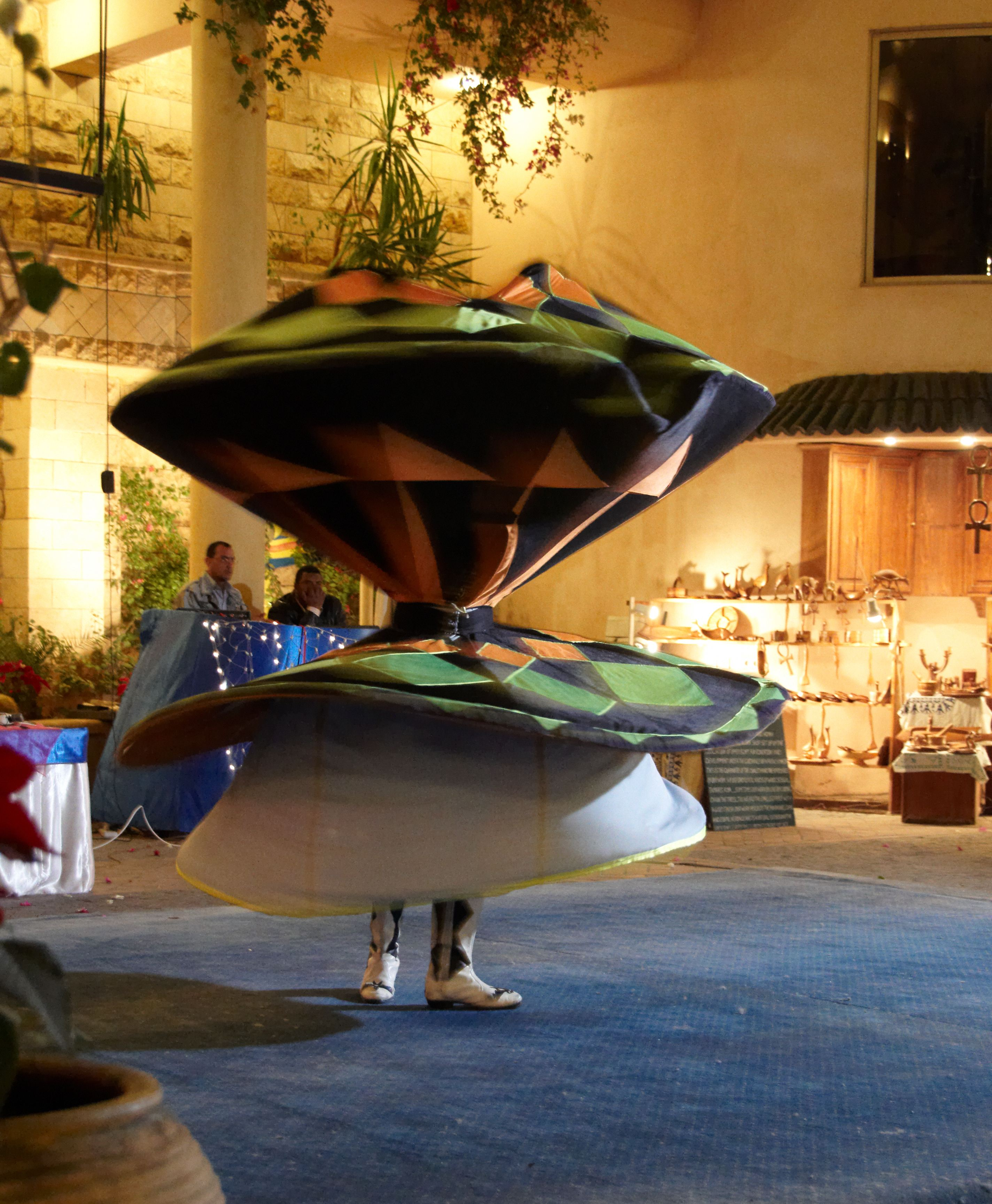
Le clou du spectacle est certainement le moment où le danseur se recouvre de la jupe supérieure, dépliée
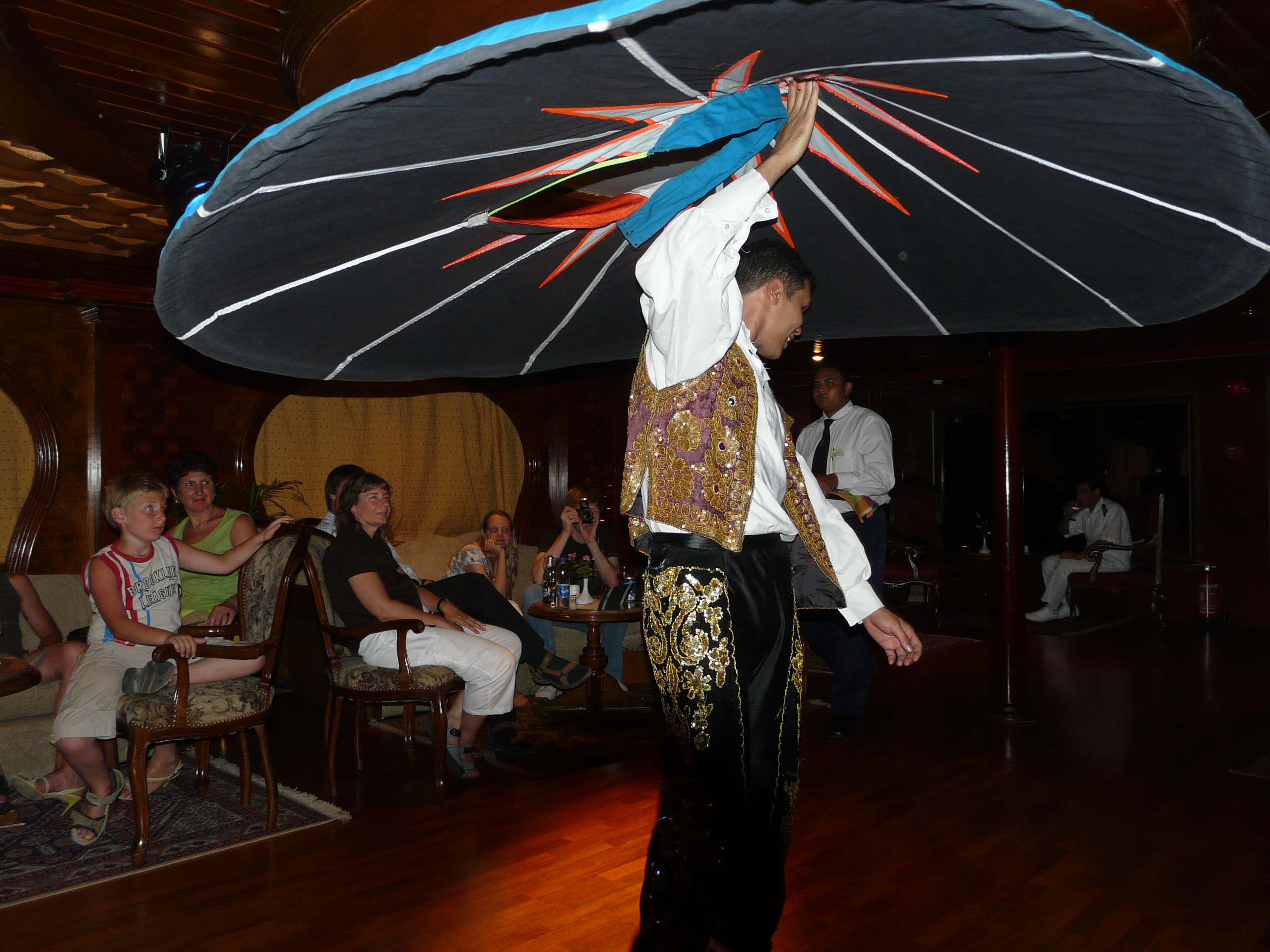
À la fin de la prestation le danseur circule au milieu du public, faisant tournoyer la robe à bout de bras au-dessus des têtes des spectateurs (ici lors d'une croisière sur le Nil)
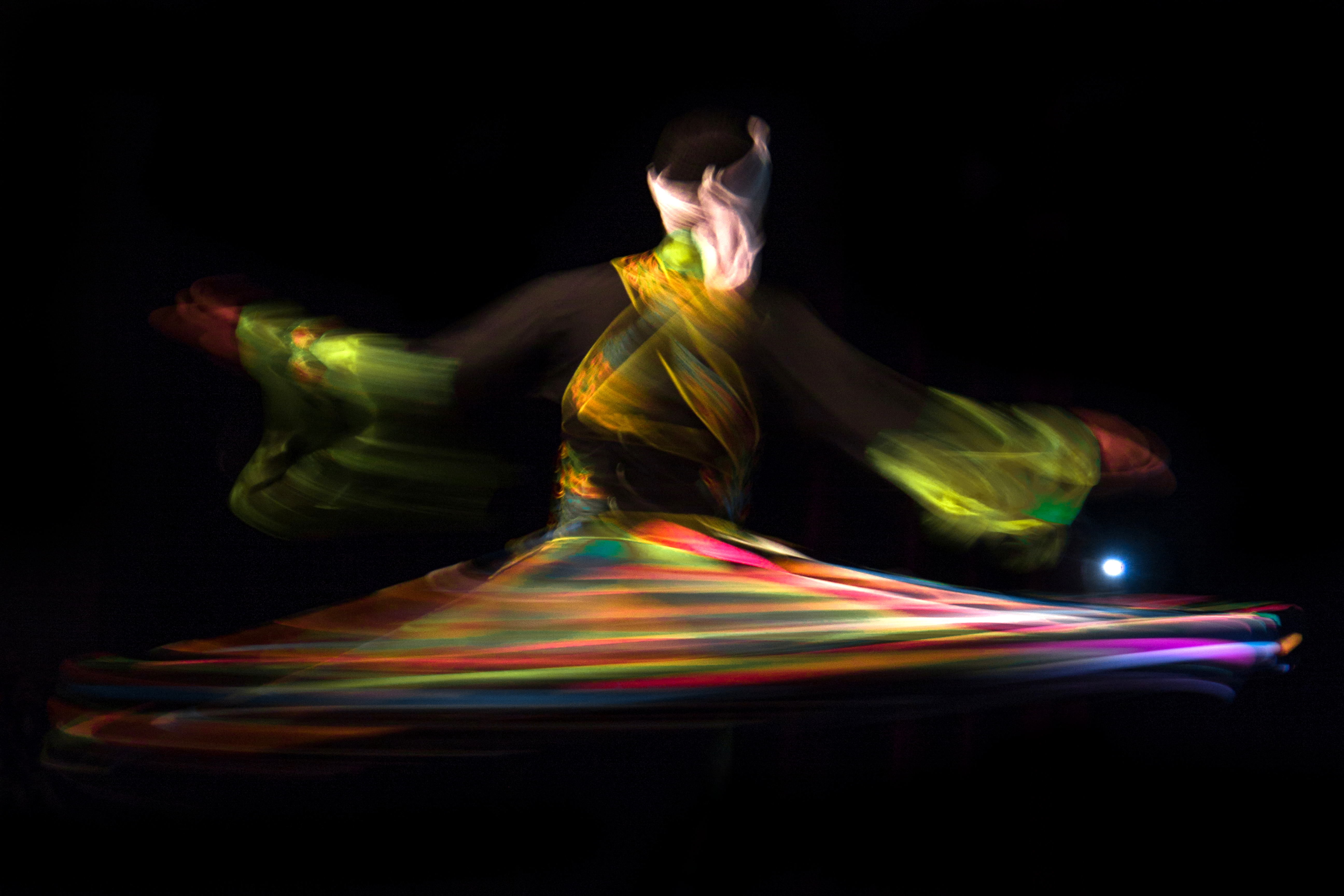
Dance Tanoura en Égypte. Mai 2018.